# Fernando Sanz
Fernando Sanz Durán (Madrid, España, 4 de enero de 1974) es un exfutbolista y dirigente deportivo español. Fue presidente del Málaga Club de Fútbol entre 2006 y 2010. Es hermano de Paco Sanz (futbolista y expresidente del Granada CF) y de Lorenzo Sanz Durán (baloncestista y directivo del Real Madrid de Baloncesto) e hijo de Lorenzo Sanz (presidente del Real Madrid durante cinco años).

## Carrera
Siendo su posición natural en el terreno de juego la de defensa central, inició su andadura futbolística en la cantera del Real Madrid, pasando por todos los escalafones de las categorías inferiores hasta llegar al primer equipo. Sin embargo, antes de llegar a la élite, tuvo un breve paso, en forma de cesión, por la Unión Española, con sede en la capital chilena de Santiago, donde coincidió con su hermano Paco. Una vez finalizado este préstamo, estuvo cuatro temporadas en el cuadro madridista. La causa detonante de su marcha del equipo de la capital española fue la presión que le supuso el hecho de que se le juzgara simplemente por ser hijo de Lorenzo Sanz, quien fuera presidente del Real Madrid en ese momento.
El Real Madrid decide prescindir de los servicios del jugador, viendo factible su traspaso al Málaga Club de Fútbol. En la ‘’Costa del Sol’’  permaneció siete temporadas consecutivas en Primera División, disputando 228 encuentros, marcando 5 goles en total y llegando a alcanzar la capitanía del equipo malaguista. Es en el cuadro boquerón donde demuestra ser un jugador de garantías, rindiendo a un gran nivel.
En julio de 2006, el jugador decide poner el punto final a su carrera como jugador profesional y decide hacerse con las riendas del club que le permitió demostrar su valía más allá del apellido que figuraba en su espalda. A pesar de que no se hace con su totalidad, es el asociado con más porcentaje de acciones con un  97% del Málaga Club de Fútbol, convirtiéndose en el máximo mandatario del club. Durante su trayectoria en el club, Fernando Sanz muestra, esta vez desde la oficina, su amor incondicional hacia un club y una ciudad que le vio madurar como futbolista. Su trabajo constante, honradez por vestir y sentir la camiseta y, por supuesto, anteponer el interés del club, le hicieron ganarse un lugar en la historia del cuadro malacitano. Debido a la dura situación económica que estaba atravesando el club, en situación de procedimiento concursal, provoca que en junio de 2010  se decida proceder a la venta del club al jeque catarí Abdullah ben Nasser Al Thani, miembro de la familia real de Catar. Tras un breve periodo como asesor del nuevo propietario, Fernando Sanz se desvincularía del Málaga la temporada siguiente.
Actualmente, Sanz trabaja para la Liga de Fútbol Profesional como director de su proyecto de Oriente Medio. Además, fue comentarista para ‘’Tiempo de Juego’’ en Cadena COPE, ‘’Punto Pelota’’ en Intereconomía TV o ‘’El Chiringuito de Jugones’’ en MEGA.

## Clubes
| Club                          | País   | Año                   |
| ----------------------------- | ------ | --------------------- |
| Real Madrid C y Real Madrid B | España | 1990-1992 y 1993-1994 |
| → Unión Española (cedido)     | Chile  | 1993                  |
| Real Madrid                   | España | 1995-1999             |
| Málaga C.F.                   | España | 1999-2006             |

## Palmarés

### Campeonatos nacionales
| Título           | Club        | País   | Año     |
| ---------------- | ----------- | ------ | ------- |
| Primera División | Real Madrid | España | 1996-97 |

### Copas internacionales
| Título                       | Club        | País   | Año     |
| ---------------------------- | ----------- | ------ | ------- |
| Liga de Campeones de la UEFA | Real Madrid | España | 1997-98 |
| Copa Intercontinental        | Real Madrid | España | 1998    |
| Copa Intertoto de la UEFA    | Málaga C.F. | España | 2002    |

| Predecesor: Serafín Roldán Freire | Presidente del Málaga Club de Fútbol 2006-2010 | Sucesor: Abdullah ben Nasser Al Thani |